# Anton Legner

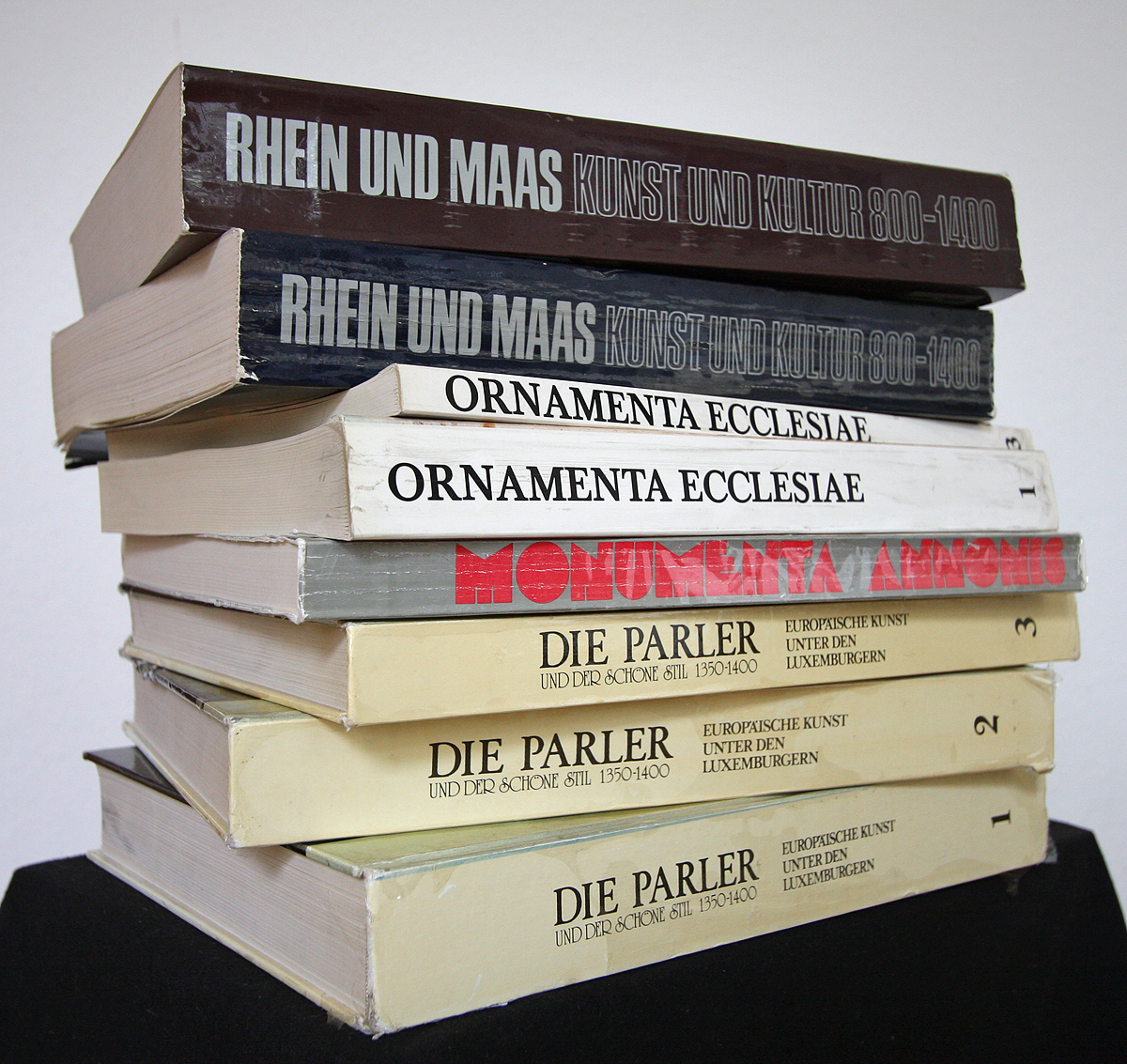
Na zdjęciu niekompletny zbiór katalogów wystaw sztuki średniowiecznej w kolońskim Muzeum Schnütgena kierowanych przez Antona Legnera

Anton Legner (ur. 1928) – niemiecki historyk sztuki, mediewista. Wieloletni dyrektor Muzeum Alexandra Schnütgena kurator kilku monumentalnych wystaw o sztuce średniowiecznej znaczących dla historiografii artystycznej.
Anton Legner prowadzi swoją działalność naukową w Kolonii, w latach 1970-1990 był dyrektorem Muzeum Alexandra Schnütgena. W tymże muzeum podjął organizację trzech monumentalnych wystaw poświęconych romańskiej i gotyckiej sztuce Nadrenii i został redaktorem głównym katalogów tychże ekspozycji. W 1972 miała miejsce wystawa Rhein und Maas - Kunst und Kultur 800 - 1400, poświęcona nadreńskiej i nadmozańskiej sztuce przedromańskiej i romańskiej, na przełomie 1978 i 1979 Die Parler und Schöne Still - Europäische Kunst unter den Luxemburgern, poruszająca temat międzynarodowego udziału Parlerów i ich wpływ na styl piękny w sztuce gotyckiej. Tematem wystawy Ornamenta Ecclessiae - Kunst und Künstler der Romanik, zorganizowanej w 1985 było nadreńskie rzemiosło artystyczne. Ponadto zorganizował wystawę Kunst der Gotik aus Böhmen (1985), której tematem była rola i znaczenie Czech w rozwoju sztuki gotyckiej w XIV i XV wieku.
Preferencje naukowe Legnera oscylują wokół sztuki średniowiecznej sztuki Nadrenii ze szczególnym uwzględnieniem Kolonii jako ważnego miejsca pielgrzymkowego i kultu świętych.

## Publikacje (wybór)
- Schnütgen-Museum. Die Holzskulpturen des Mittelalters (1000-1400), Köln 1989. (współautor z Ursulą Bergmann)
- Rheinische Kunst und das Kölner Schnütgen Museum. Greven Verlag, Köln 1991, ISBN 3-7743-0264-2
- Romanische Kunst in Deutschland. Hirmer Verlag, München 1996, ISBN 3-7774-7340-5
- Kölner Heilige und Heiligtümer. Greven Verlag, Köln 2002, ISBN 3-7743-0335-5
- Reliquien in Kunst und Kult zwischen Antike und Aufklärung, Köln 2005
- Der Artifex. Künstler im Mittelalter und ihre Selbstdarstellung. Eine illustriert Anthologie. Greven Verlag, Köln 2009, ISBN 978-3-7743-0420-8